# Via Gra
Via Gra (ryska: ВИА Гра, utanför Ryssland och Ukraina Nu Virgos) är en rysk-ukrainsk musikgrupp. Namnet Via Gra har både sin anknytning till läkemedlet Viagra och till ordens betydelse på ukrainska, där "Via" betyder "vokal-instrumental ensemble" och "Gra" betyder "spel", eller "lek". Gruppen bildades år 2000 och samma år slog de sig in på topplistorna med låten "Popytka No. 5". Gruppen nådde sin första framgång utanför de ryskspråkiga områdena i maj år 2004 då singeln "Stop! Stop! Stop!", en engelsk version av den ryska "Стоп! Стоп! Стоп!", släpptes. Gruppen är känd för att ofta byta ut sina medlemmar, med hittills 11 olika personer som har varit en del av gruppen. Gruppen bildades av Dimitrij Kostjuk och Konstantin Meladze. Kostjuk är gruppens manager och delproducent av deras album, medan Meladze skriver gruppens låtar samt är den andra delproducenten av deras album. 
Det senaste bytet av gruppmedlemmar skedde år 2010, då Eva Busjmina togs in i gruppen och då ersatte Tatjana Kotova.